# 긴발가락굽힘근
긴발가락굽힘근(flexor digitorum longus muscle) 또는 장지굴근(長趾屈筋)은 사람의 종아리 안쪽에 위치하는 근육이다. 이는곳에서는 얇고 뾰족한 모양을 하고 있지만, 아래로 내려올수록 점차 그 크기가 커진다. 둘째, 셋째, 넷째, 다섯째 발가락을 굽히는 작용을 한다.

## 구조

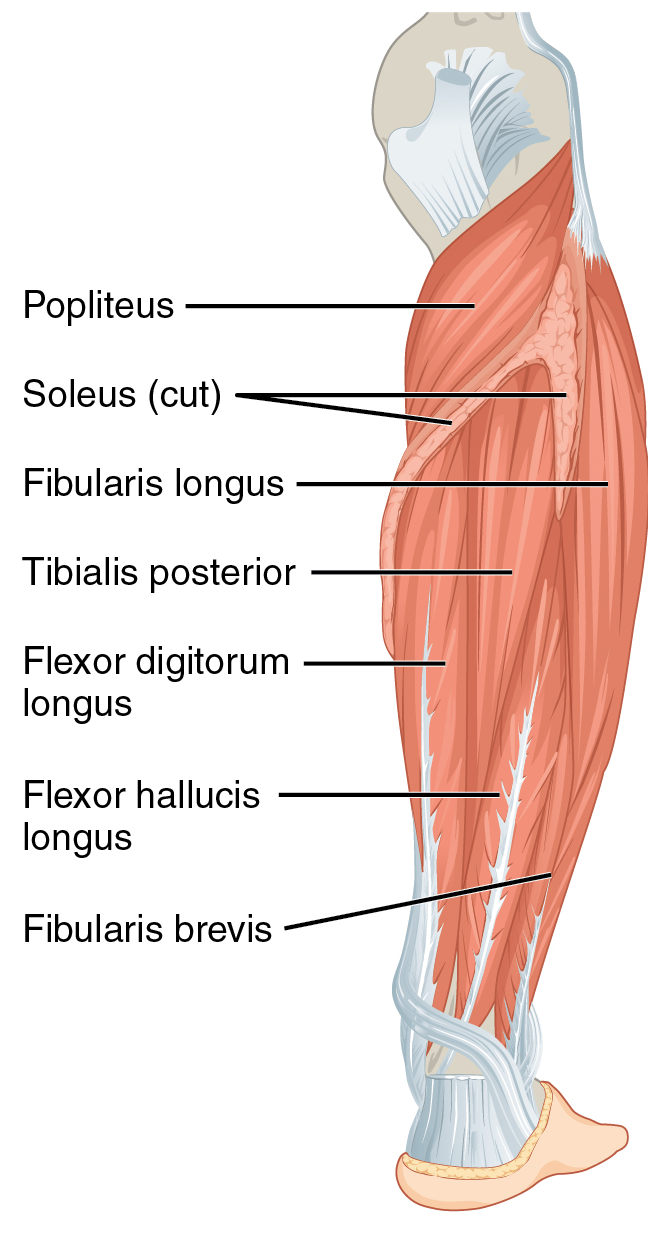
긴발가락굽힘근은 종아리 아래쪽의 뒤안쪽 측면을 따라 주행하여 엄지발가락을 제외한 네 발가락을 굽히는 작용을 한다.

긴발가락굽힘근은 정강뼈 몸통 뒷면에서 일어나는데, 이는곳의 범위는 가자미근선 바로 아래에서부터 정강뼈 끝에서 7~8cm 정도 윗부분까지이다. 뒤정강근이 정강뼈에서 이는곳보다 안쪽이다. 또한 뒤정강근을 덮고 있는 근막에서도 일어난다.
긴발가락굽힘근의 근섬유는 힘줄이 되면서 끝나며, 이 힘줄이 주행하는 길이는 긴발가락굽힘근의 뒷면 전체 길이와 거의 맞먹는다. 긴발가락굽힘근의 힘줄은 안쪽복사 뒤쪽의 고랑을 따라 지나간다. 이때 뒤정강근의 힘줄 역시 이 고랑을 따라 지나가지만, 두 근육의 힘줄은 섬유성의 사이막으로 분리되어 있으며 각각의 힘줄이 따로 윤활집으로 둘러싸여 있다. 한편 긴발가락굽힘근의 힘줄과 뒤정강근의 힘줄은 안쪽복사 위쪽 지점에서 서로 교차하는데, 이 교차 지점을 종아리힘줄교차(crural tendinous chiasm)라고 한다. 이후 긴발가락굽힘근의 힘줄은 발목굴을 통과한다.
힘줄은 앞가쪽으로 비스듬히 주행하는데, 이때 발목관절의 세모인대보다 얕은쪽에 위치한다. 발바닥으로 들어간 긴발가락굽힘근의 힘줄은 발배뼈 높이에서 긴엄지굽힘근의 힘줄을 가로지른다. 이 교차하는 지점을 헨리의 매듭(knot of henry) 또는 발바닥힘줄교차(plantar tendinous chiasm)라고 한다. 또한 여기서 긴엄지굽힘근의 힘줄로부터 강력한 힘줄 슬립을 받는다.
이후 긴발가락굽힘근의 힘줄은 넓어지면서 발바닥네모근과 합류하고, 최종적으로 네 개의 힘줄로 갈라진다. 네 힘줄은 각각 둘째, 셋째, 넷째, 다섯째 발가락의 먼쪽발가락뼈 바닥에 닿는다. 이때 각각의 힘줄들은 각자 대응하는 짧은발가락굽힘근 힘줄에 나 있는 구멍을 통해 몸쪽발가락사이관절을 통과한다.

## 기능
긴엄지굽힘근이나 뒤정강근과 마찬가지로, 긴발가락굽힘근 역시 발의 발바닥굽힘과 안쪽번짐에 관여한다. 긴발가락굽힘근은 둘째, 셋째, 넷째, 다섯째 발가락을 움직이고 구부리는 역할을 한다. 주로 발가락으로 발이 닿는 바닥 표면을 쥐는 작용을 하는데, 이는 서 있을 때 거칠거나 울퉁불퉁한 표면에서 자세를 유지하는 데에 중요하다.

## 같이 보기
- 가락굽힘근

## 참고 문헌
이 문서는 현재 퍼블릭 도메인에 속하는 그레이 해부학 제20판(1918) page 485의 내용을 기초로 작성된 글이 포함되어 있습니다.
1. 1 2  Walter Thiel (1997) Photographic atlas of practical anatomy - Volume 1, Part 1 - p.348
2. 1 2  Johannes Sobotta, Reinhard Putz, Reinhard Pabst (1997) Sobotta Atlas of Human Anatomy: Thorax, abdomen, pelvis, lower limb, p.331
3. 1 2  Jan Langman, Martinus Willem Woerdeman (1982) Atlas of medical anatomy p.323
4. ↑  Gujar, Bansari; Flores, Raymond H. (2015년 1월 1일),  Hochberg, Marc C.; Silman, Alan J.; Smolen, Josef S.; Weinblatt, Michael E., 편집., “81 - Entrapment neuropathies and compartment syndromes”, 《Rheumatology (Sixth Edition)》 (영어) (Philadelphia: Mosby), 671–682쪽, doi:10.1016/b978-0-323-09138-1.00081-4, ISBN 978-0-323-09138-1
5. ↑  Knipe, Henry. “Knot of Henry | Radiology Reference Article | Radiopaedia.org”. 《Radiopaedia》. 2020년 10월 20일에 확인함.